# Walt Disney Studios (Burbank)
I Walt Disney Studios a Burbank, California, sono un complesso di edifici estesi su 51-acri, sede e quartiere generale del colosso dell'intrattenimento The Walt Disney Company.

## Storia
Progettati da Kem Weber sotto la supervisione di Walt Disney e di suo fratello Roy, lo staff Disney iniziò a spostarsi dai vecchi studios in Hyperion Avenue a Los Angeles il 24 dicembre 1939. Questi edifici sono gli ultimi che sopravvivono dall'epoca d'oro del cinema. La Walt Disney Company è l'ultima tra le maggiori dieci grandi società del cinema del passato a non essersi fusa e, quindi, rimasta indipendente. Gli Studios rimangono anche gli unici a non consentire alcuna visita turistica guidata.
I Walt Disney Studios furono costruiti per focalizzarsi sull'animazione tradizionale, con un grande edificio contenente il reparto animazione al centro dell'area, circondato da edifici in cui si creavano le sceneggiature, le musiche e tutto ciò che concerneva l'attività degli studios. Gli edifici erano collegati fra loro sia tramite strade pedonali che tunnel sotterranei, e nell'area erano inclusi un cinematografo privato ed alcuni teatri di posa. Il film Il drago riluttante, di cui fu protagonista Robert Benchley, servì anche come primo tour pubblico dei nuovi Studios, che furono anche frequentemente utilizzati come scenografia per molti altri programmi televisivi Disney.
Verso la fine degli anni 40, mentre gli studios iniziarono a lavorare regolarmente su veri e propri film, il bisogno di denaro cresceva. Sebbene il loro primo film fosse stato girato in Inghilterra, la necessità di costruire nuovi edifici per colmare le esigenze aumentava. Essendo privi di sufficienti risorse finanziarie, Jack Webb offrì il suo aiuto monetario per costruire alcuni edifici atti allo scopo in cambio dell'autorizzazione al loro utilizzo anche da parte sua (Webb li usò per girare gran parte della serie televisiva Dragnet). L'allargamento dei teatri di posa continuò fino alla metà degli anni 80.
Nel 1986, dopo la ristrutturazione della Walt Disney Productions, rinominata da questo momento Walt Disney Company, gli edifici vennero ridisegnati per assegnare più spazio alla produzione dei film ed agli uffici amministrativi. Gli Studios comprendono ora diversi edifici per gli uffici e l'amministrazione ed una decina di teatri di posa. 

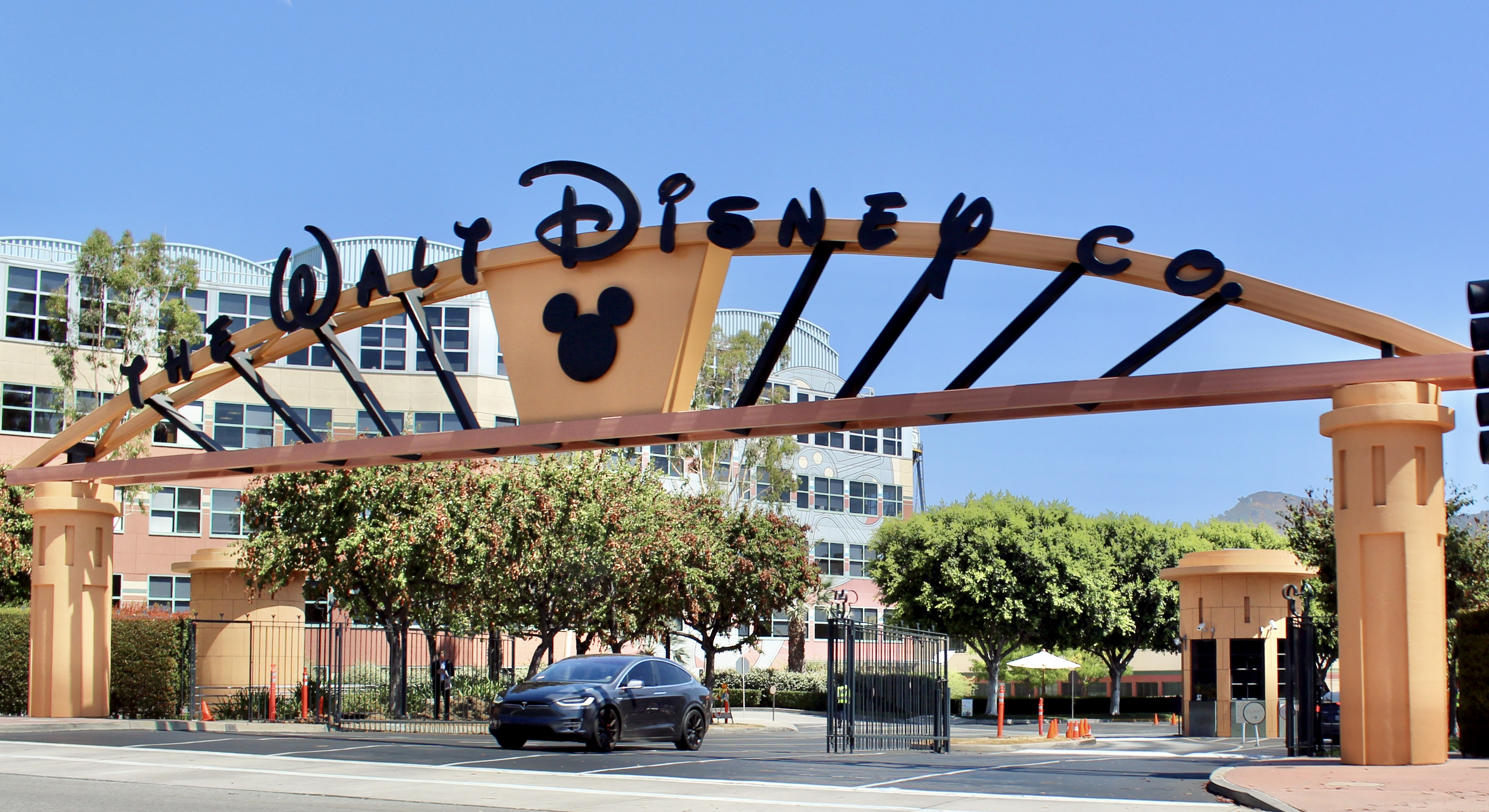
L'ingresso degli Studios in Alameda Avenue

Durante la fase di ristrutturazione della società, gli edifici per l'animazione furono dati in gestione ad una nuova società, la Walt Disney Feature Animation, che divenne una controllata della Walt Disney Company, e la sua sede si spostò in un magazzino sulla Air Way a Glendale. Nel 1995, un nuovo edificio per la Feature Animation fu completato, sull'altro lato della strada di fronte alla sede principale degli Studios. L'architettura dei nuovi studios vede un edificio colorato sovrastato da un cappello gigante da mago che un tempo conteneva gli uffici di Roy E. Disney, ex Presidente della WDFA.
Più recentemente, dopo l'acquisto da parte della Disney della ABC, un nuovo quartier generale per il network televisivo è stato costruito in Riverside Drive accanto all'edificio della ex Feature Animation.  L'edificio della ABC è stato progettato da Aldo Rossi ed è collegato agli Studios da un ponte a serpentina di colore blu. Dal 2008 è diventato la sede operativa dei documentari DisneyNature, reparto specializzato nella realizzazione di film sull'ambiente.

## Edifici

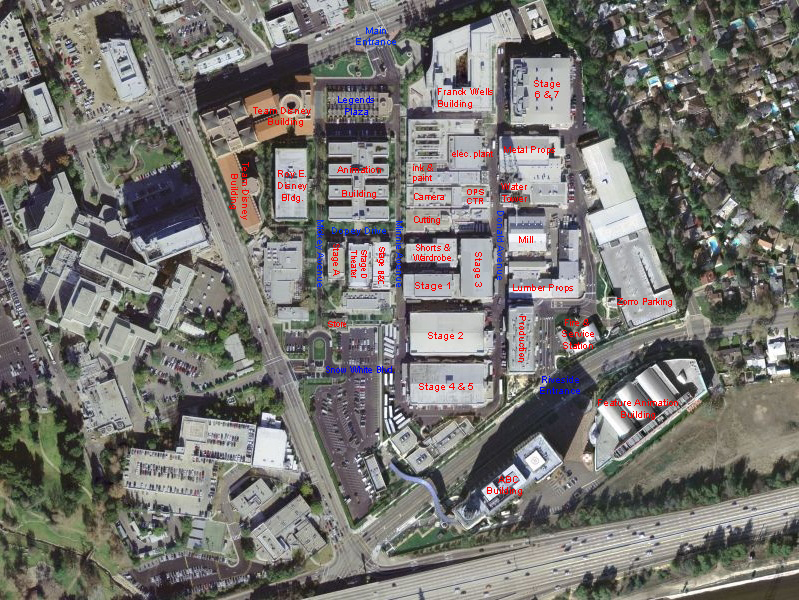
I Walt Disney Studios in una foto aerea del 1999

### Team Disney - Michael D.Eisner Building
Il Team Disney Building, completato nel 1990 e progettato da Michael Graves, contiene l'ufficio del CEO Bob A. Iger e dei membri del consiglio d'amministrazione. È inoltre sede della presidenza della Walt Disney International, della Walt Disney Parks and Resort, della Disney Media and Entertainment Distribution e dei Walt Disney Studios, nonché di tutte le società controllate.
L'edificio, affacciato sulla Legends Plaza, viene anche chiamato il Palazzo dei Sette Nani; possiede infatti una fascia raffigurante i sette nani che sembrano sostenere il tetto dell'edificio.

### Roy E. Disney Animation Building
Il Roy E. Disney Animation Building, precedentemente conosciuto come Walt Disney Feature Animation Building, è la sede della Walt Disney Animation Studios, situato su Riverside Drive, di fronte al restante complesso di edifici.
È stato progettato dalla Robert A.M Stern Architects, completato nel 1994. È stato rinominato da Bob Iger in onore di Roy Disney dopo la sua morte nel 2009.

### Animation Building
L'edificio principale della Walt Disney Animation Studios fu progettato dall'architetto Kem Weber nel 1940. Considerato il gioiello degli studi di animazione Disney, l'edificio è costruito su 3 piani con una forma a "doppia H" , posto di fronte all'ingresso principale sulla Legends Plaza, affacciato su Alameda Avenue.
Walt Disney si è personalmente assicurato di costruire sufficienti finestre per permettere alla luce naturale di illuminare le stanze ed aiutare gli animatori nel loro lavoro. All'interno di questo edificio sono stati disegnati film come Dumbo, Bambi, Cenerentola, Alice nel Paese delle Meraviglie, Peter Pan, Lilli e il Vagabondo, la Bella e la Bestia, La carica del cento e uno, Il libro della giungla, Gli Aristogatti, le avventure di Bianca e Bernie, Red e Toby nemiciamici.

### The Water Tower
La torre dell'acqua è stata completata nel 1939 con un costo di $300.000 e si trova al centro degli studi. È alta 41.3 metri e può contenere 150.000 galloni di acqua. In passato, le torri dell'acqua erano utilizzate in tutta Hollywood come riserva d'emergenza in caso di incendi. In diversi studi cintematografici dell'area di Los Angeles, come la Warner Bros. o la Paramount, si possono ancora osservare le torri. 

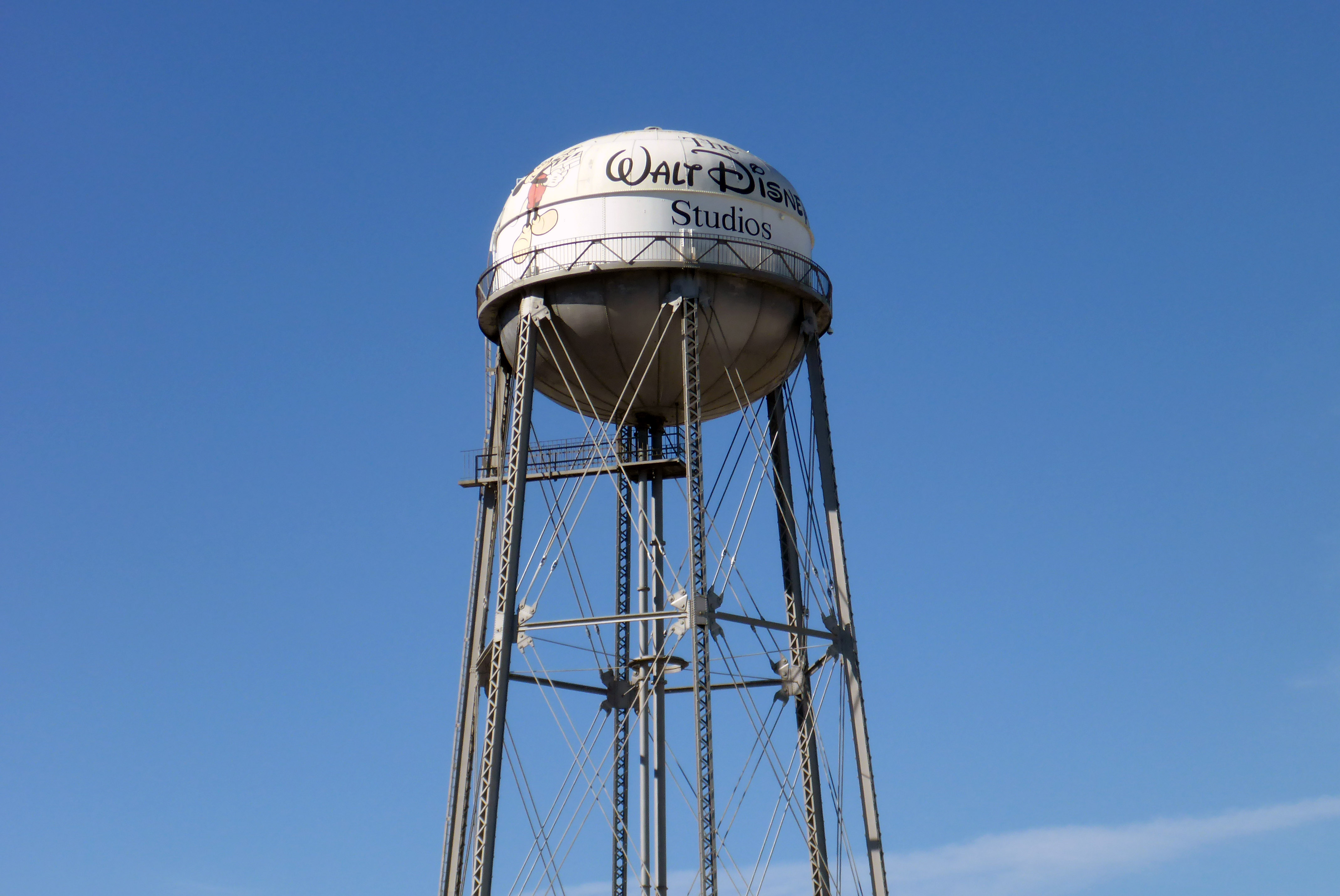
La Water Tower dei Walt Disney Studios a Burbank

La torre non è più in uso ma Walter ha voluto mantenerla come simbolo.

### Frank G.Wells Building
Il Frank G.Wells Building è un edificio a 5 piani, posto di fronte al Team Disney Building su Legends Plaza, anche questo accessibile attraverso l'entrata principale su Alameda Drive.
Attualmente sede della Walt Disney Archives, della Marvel e della Disney Music Group.

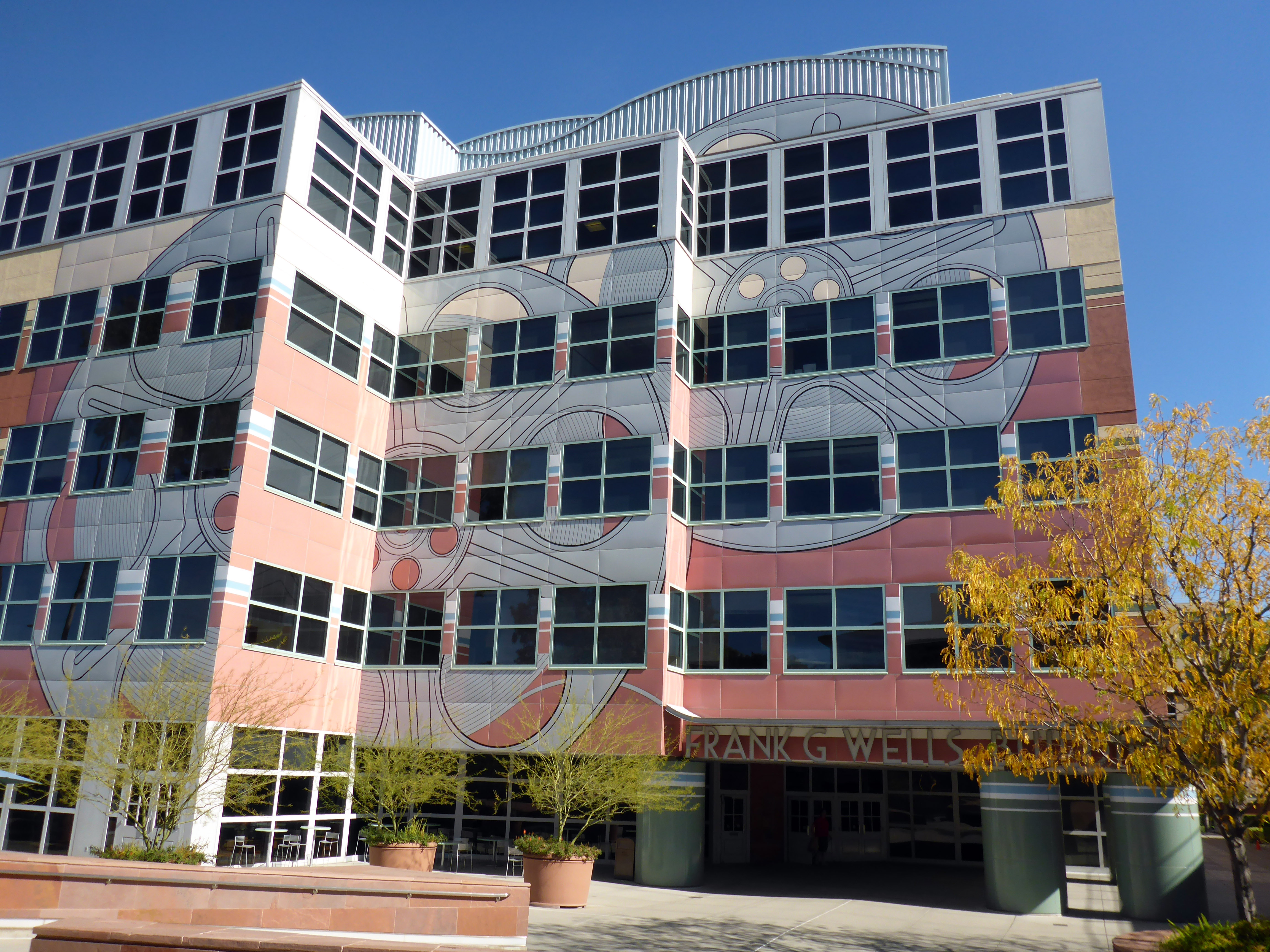
Il Frank G. Wells Building a Burbank.

Prende il nome dall'ex-CEO di Disney Frank G. Wells ed è stato inizialmente sede della Walt Disney Television e di diversi uffici amministrativi, in particolari per la gestione del personale.